# The Lobster
The Lobster es una película de comedia y drama de 2015, dirigida por el director griego Giórgos Lánthimos. Su guion fue galardonado con el Premio ARTE Internacional al Mejor Proyecto CineMart 2013 en la 42.ª edición del Festival Internacional de Cine de Róterdam. Ambientada en un distópico futuro cercano, la película cuenta una historia de amor poco convencional, donde la búsqueda de una pareja romántica es una cuestión de vida o muerte. La película está protagonizada por Colin Farrell y Rachel Weisz.
Fue seleccionada para competir por la Palma de Oro en el Festival de Cannes de 2015, y ganó el Premio del Jurado. También fue seleccionada para ser mostrada en la sección Presentaciones Especiales del Festival Internacional de Cine de Toronto de 2015.

## Argumento
En un distópico futuro cercano, de acuerdo con las reglas de la ciudad, las personas solteras son llevadas al Hotel, donde están obligadas a encontrar una pareja con quien compartan algo en común dentro de un período de cuarenta y cinco días, de lo contrario, son convertidas en animales y enviadas al bosque. La masturbación está prohibida, pero la estimulación sexual por la sirvienta del Hotel, sin orgasmo, es obligatoria. Los huéspedes asisten a bailes y ven publicidad que resalta las ventajas de tener pareja. Ellos pueden prolongar su estadía cazando en el bosque a los que se escapan, los Solitarios, con armas tranquilizadoras. Cada Solitario capturado les da un día extra para encontrar pareja.
Después de que su esposa lo deje por otro hombre, David llega al Hotel con su hermano, quien fue convertido en un perro después de no encontrar pareja. Luego de pasar por una entrevista sobre sus preferencias, se le pregunta sobre el animal que preferiría ser y el porqué en caso de no encontrar pareja, a lo que él responde que preferiría ser un bogavante (lobster en inglés), ya que viven mucho tiempo y son sexualmente activos toda la vida. Después de haberse instalado, David hace amistad con el hombre que cojea y el hombre que cecea. Después de ser descubierto masturbándose el hombre que cecea, la administradora del Hotel le quema los dedos con una tostadora. El hombre que cojea se gana el afecto de la mujer que tiene sangrado de nariz, fingiendo que él también sangra, golpeando su nariz contra superficies duras. Los dos se mudan a la sección de parejas para iniciar su mes de prueba.
David, a pocos días de convertirse en animal y con tal de permanecer en el hotel, decide seducir a la mujer más fría del Hotel, la mujer sin corazón. Mientras comparten el jacuzzi, ella finge asfixia; cuando él no responde fingiendo desinterés, ella decide que ellos podrían hacer buena pareja, por lo que inician su mes de prueba. Después de que ella asesine al hermano de David, él dice que no le importa, huyendo al baño. Cuando él empieza a llorar, sin poder fingir más la frialdad, ella lo golpea y concluye en que su relación está construida sobre mentiras. Mientras ella lo conduce a la administradora del Hotel para disolver la relación, él escapa, y con la ayuda de la sirvienta, la tranquiliza y la convierte en un animal.
David escapa del Hotel y se une a los Solitarios en el bosque. Los Solitarios prohíben el romance de cualquier tipo; en caso de este, se castiga. David, que es miope, comienza una relación secreta con una mujer miope, encontrando a una persona con la que de verdad comparte algo en común. Ellos van en misiones encubiertas a la ciudad donde su cobertura les obliga a aparecer como amantes, lo que secretamente disfrutan. Con el fin de evitar el castigo, la mujer miope y David desarrollan un lenguaje de código con el fin de comunicar que se aman.
Los Solitarios lanzan una redada en el Hotel para irrumpir en las relaciones de los huéspedes. David le dice a la mujer con hemorragia nasal que su pareja ha estado fingiendo sus hemorragias nasales. Los otros dan al marido de la gerente del Hotel la oportunidad de disparar a su esposa para salvarse a sí mismo. Él aprieta el gatillo y encuentra que el arma está vacía. Los Solitarios dejan a la pareja enfrentarse entre sí.
David y la mujer miope conspiran para escapar y vivir en la ciudad como pareja. Sin embargo, la líder de los Solitarios descubre sus planes durante la lectura del diario de la mujer miope. Ella la lleva a la ciudad para someterla a una operación para curar su miopía, pero en realidad la deja ciega, y la deja a su suerte en el bosque. Al encontrarla, David desarrolla juegos para que la mujer ciega pueda identificar objetos por el tacto y el olfato. Sin embargo, la mujer se niega a permitir que la bese más. Después de reflexionar, David le pide huir con él a la ciudad. Ataca a la líder de los Solitarios, dejándola atada en una tumba que él había cavado, para que los perros salvajes la coman.
David y la mujer ciega escapan a la ciudad. En un restaurante, David la mira por última vez antes de ir al baño en donde se encuentra con el dilema de cegarse a sí mismo para completar el único aspecto en común al que pueden aspirar si quieren mantener la relación. Al final de la película, se puede apreciar el sonido de las olas, dejando al aire la decisión de David.

## Reparto
- Colin Farrell como David.
- Rachel Weisz como la Mujer miope.
- Jessica Barden como la Mujer de la hemorragia nasal.
- Olivia Colman como la Gerente del Hotel.
- Ashley Jensen como la Mujer de las galletas.
- Ariane Labed como la Sirvienta.
- Angelikí Papoúlia como la Mujer sin corazón.
- John C. Reilly como el Hombre que cecea.
- Léa Seydoux como la Líder de los Solitarios.
- Michael Smiley como el Nadador.
- Ben Whishaw como el Hombre que cojea.
- Roger Ashton-Griffiths como el Doctor.[13]

## Producción

### Rodaje
El rodaje comenzó el 24 de marzo de 2014, y concluyó el 9 de mayo de 2014. El rodaje tuvo lugar en Dublín, Irlanda, y también en lugares dentro y alrededor del Condado de Kerry, incluidos Sneem, Dromore Woods y Kenmare.

## Marketing y distribución
En mayo de 2014, se anunció que Sony Pictures había adquirido los derechos de distribución para Australia, Nueva Zelanda, Alemania, Escandinavia, Rusia, Europa del Este y América Latina. Una instantánea, protagonizada por Colin Farrell, Ben Whishaw y John C. Reilly, fue lanzada al mismo tiempo. Alchemy adquirió los derechos de distribución de la película en Estados Unidos el 20 de mayo de 2015.

## Premios y nominaciones
| Premio                                   | Categoría                                      | Receptor(es)                          | Resultado | Ref(s)        |
| Premios Óscar                            | Mejor guion original                           | Giórgos Lánthimos & Efthymis Filippou | Nominados | [ 22 ]        |
| ---------------------------------------- | ---------------------------------------------- | ------------------------------------- | --------- | ------------- |
| Premios de la Crítica Cinematográfica    | Mejor guion original                           | Giórgos Lánthimos & Efthymis Filippou | Nominados | [ 23 ] [ 24 ] |
| Premios Satellite                        | Mejor guion original                           | Giórgos Lánthimos & Efthymis Filippou | Nominados | [ 25 ]        |
| Crítica de Los Ángeles                   | Mejor guion                                    | Giórgos Lánthimos & Efthymis Filippou | Ganadores | [ 26 ]        |
| Círculo de Críticos de San Francisco     | Mejor guion original                           | Giórgos Lánthimos & Efthymis Filippou | Nominados | [ 27 ]        |
| Crítica de Washington D. C.              | Mejor guion original                           | Giórgos Lánthimos, Efthimis Filippou  | Nominados | [ 28 ]        |
| Premios del Cine Europeo                 | Premio del Público                             | The Lobster                           | Nominada  | [ 29 ]        |
| Crítica de San Diego                     | Mejor guion original                           | Giórgos Lánthimos, Efthimis Filippou  | Nominados | [ 30 ]        |
| Crítica de Florida                       | Mejor película                                 | The Lobster                           | Ganadora  | [ 31 ]        |
| Crítica de Florida                       | Mejor director                                 | Giórgos Lánthimos                     | Finalista | [ 31 ]        |
| Crítica de Florida                       | Mejor guion original                           | Giórgos Lánthimos, Efthimis Filippou  | Ganadores | [ 31 ]        |
| Sociedad de Críticos de Cine en Línea    | Mejor guion original                           | Giórgos Lánthimos, Efthimis Filippou  | Nominados | [ 32 ] [ 33 ] |
| Asociación de Críticos de Cine de Austin | Mejor actor                                    | Colin Farrell                         | Nominado  | [ 34 ]        |
| Asociación de Críticos de Cine de Austin | Mejor guion original                           | Giórgos Lánthimos, Efthimis Filippou  | Nominados | [ 34 ]        |
| Asociación de Críticos de Cine de Austin | Top 10 del año                                 | The Lobster                           | Ganadora  | [ 34 ]        |
| Premios Eddie                            | Mejor montaje en película de comedia o musical | Giórgos Mavropsaridis                 | Nominado  | [ 35 ]        |